# Stachys longispicata
Stachys longispicata är en kransblommig växtart som beskrevs av Pierre Edmond Boissier. Stachys longispicata ingår i släktet syskor, och familjen kransblommiga växter. Inga underarter finns listade i Catalogue of Life.